# Воскопоя
Воскопоя или Мосхополь (алб. Voskopojë, Moscopolea, арум. Moscopole, болг. Москополе, греч. Μοσχόπολις/Βοσκόπολις, итал. Moscopoli) — старинный город в Албании, ныне горное село. Издревле был культурным и торговым центром аромунов,, сегодня входит в округ Корча. Во времена своего расцвета, в середине 18 века в Воскопое впервые на Балканах стали печатать книги. Позднее Воскопоя стала важным центром греческой культуры.
Город был разрушен албанскими шайками в 1769 и 1788 годах при попустительстве османских властей, подозревавших жителей в поддержке греческих повстанцев.

## История
Несмотря на то, что город расположен в достаточно изолированной местности южной Албании, он стал важнейшим центром для арумынского народа. В дни расцвета в 1760-х годах его население превышало 60 000 человек. По своему населению и благосостоянию Воскопоя была вторым городом Балкан после Константинополя.
Большинство населения тогдашнего города составляли арумыны (валахи), что подтверждается анализом фамилий, сделанным в 1935 году. Также было много греческих торговцев. По свидетельству немецкого историка Иоганна Тунманна, который в 1774 году посетил Воскопою и написал историю арумын, каждый человек в городе разговаривал на арумынском языке; многие разговаривали также и на греческом (языке Византийской империи), которая использовалась при составлении деловых контрактов.
В конце XVIII века город расцвёл благодаря торговле с Германией, Венецией и Константинополем, в городе было много мануфактур, около 70 церквей, банки, типография (второй типографией в европейской части Оттоманской Империи была белая типография в Стамбуле), и даже имелся университет (Греческая Академия или Hellênikon Frôntistêrion, основанная в 1744 году). В Воскопое кипела культурная жизнь: многие писатели печатали свои произведения как на греческом (на языке искусства на Балканах), так и арумынском, который использовал греческий алфавит. В 1770 году здесь был напечатан первый словарь четырёх балканских языков — греческого, албанского, арумынского и болгарского.
Нападение войск Оттоманской Империи в 1769 году было первым из ряда нападений, которые привели к уничтожению города в 1788 году войсками Али Паши. Жители, которые уцелели, вынуждены были бежать. Большинство из них эмигрировали в Фессалию и Македонию. Некоторые представители деловой элиты переехали в Австро-Венгрию, особенно в обе столицы — в Вену и Будапешт, а также в Трансильванию, где впоследствии сыграли важную роль в национальном возрождении Румынии.
Воскопоя так никогда и не вернула себе прежний статус. Город снова был разрушен в 1916 года во время Первой мировой войны бандами албанских мародёров. Уцелевшие дома трижды уничтожались во время партизанской войны во Второй мировой войне: сначала итальянскими войсками, и дважды — силами албанских коллаборационистив из Балли Комбетар. В старом городе осталось лишь 6 православных церквей (одна из них в полуразрушенном состоянии) и монастырь. В 2002 году Они были внесены Фондом мировых достопримечательностей в реестр 100 мест, находящихся под угрозой.
В наше время Воскопоя — это лишь маленькое горное селение в албанском округе Корча. Упоминания о потерянном городе Воскопоя до сих пор остаются важной частью арумынской культуры.

## Известные уроженцы
- Константинос Дзеханис (1740—1800) — греческий учёный, деятель Новогреческого просвещения, философ, математик и поэт.